# Nils Sandström (politiker)

För andra personer med samma namn, se Nils Sandström.  
Nils Viktor Sandström, född 1 september 1874 i Falun, död 3 december 1953 i Gustav Vasa församling, Stockholm, var en svensk flottningsdirektör och högerpolitiker. 
Efter att ha genomgått Falu bergskolas högre avdelning arbetade han vid Stora Kopparbergs skogsavdelning under flera år. Blev vid 29 års ålder flottningschef vid Kalix älv. Från 1908 var han till sin pension flottningschef vid Ångermanälvens flottningsförening. Han avgick med pension 1933. Sandström hade ett flertal kommunala förtroendeuppdrag och var ledamot av riksdagens andra kammare 1929-1940, invald i Västernorrlands läns valkrets.